# 니콜라 마위

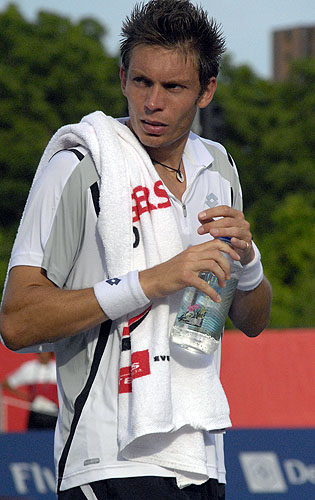
니콜라 마위

니콜라 피에르 아르망 마위(Nicolas Pierre Armand Mahut, 1982년 1월 21일~)는 프랑스의 테니스 선수이다.